# La Crise financière française de 1789-1799
Fiat Money Inflation in France. How It Came, What It Brought, and How It Ended
La Crise financière française de 1789-1799 (titre anglais original Fiat Money Inflation in France. How It Came, What It Brought, and How It Ended) est un ouvrage de l’historien et diplomate américain Andrew Dickson White, paru pour la première fois en 1876.
Le livre est un exposé chronologique et logique de la grave crise financière qui frappa la France révolutionnaire entre 1789-1799 après que les autorités se furent lancées dans l’émission, en quantités de plus en plus importantes, de papier-monnaie non convertible et mal gagé, sous forme d’assignats d’abord, de mandats ensuite. L’inflation désastreuse qui devait résulter fatalement, sous l'effet de ce que l’auteur présente comme une mécanique implacable, de l’usage irréfléchi de la planche à billets conduisit à la ruine du pays, non seulement économiquement, mais aussi, d’après l’auteur, moralement, provoquant corruption, étouffement de l’épargne et spéculation. L’auteur indique que les effets de ce désastre s’abattirent essentiellement sur les classes laborieuses, au bénéfice d’un groupe de débrouillards sans scrupules, cyniques et portés sur le luxe. Cet ouvrage d’histoire doit être vu également comme une solennelle mise en garde de Dickson White à l’adresse de ceux qui aux États-Unis, vers le milieu de la décennie 1890, envisageaient d’avoir recours à la presse à imprimer pour résoudre les problèmes financiers de l’heure.

## Genèse et contexte
Dans Fiat Money Inflation in France. How It Came, What It Brought, and How It Ended (titre de la traduction française : la Crise financière française de 1789-1799), Andrew Dickson White expose ce qu’il considérait comme un facteur d’importance majeure dans le déroulement de la Révolution française. À la différence de l’histoire conventionnelle, qui tend à se satisfaire, pour traiter de la réalité économique de cette période, d’une simple note en bas de page, White situe d’emblée la dimension monétaire au centre des événements de la Révolution et entend démontrer comment l’inflation conduisit la France vers une catastrophe nationale. Dans l’introduction de son opuscule, qui compte 80 pages environ dans sa version originale, il indique qu’il avait réuni, en France et ailleurs, une vaste collection de documents produits sous la Révolution française, comprenant des journaux, rapports officiels, allocutions, brochures, illustrations de toute espèce, et en particulier aussi des spécimens de presque toutes les émissions de papier-monnaie ; ces documents servirent dans un premier temps de matériau pour une série de cours à l’intention de ses étudiants, d’abord de l’université du Michigan en 1859, puis de l’université Cornell.
Mais White poursuivait aussi un but de politique intérieure américaine : son opuscule devait servir de mise en garde contre les dangers de l’inflation de papier-monnaie, à l’adresse de ceux parmi ses compatriotes qui, vers le milieu des années 1890, appelaient à émettre du papier-monnaie en grande quantité. Il intégra donc les faits par lui recueillis dans un discours qu’il prononça devant le Sénat de l’État de New York et qui parut ensuite en plusieurs éditions, discours visant à démontrer la nécessité d’une extrême circonspection en matière monétaire. À noter toutefois que dans les derniers mois de la guerre de Sécession, alors que le Sénat de New York envisageait de voter une loi autorisant un emprunt d'État en vue de financer l’effort de guerre et de favoriser le recrutement de volontaires par le paiement de récompenses, White apporta une contribution décisive à l’adoption de ladite loi en exhibant devant le Sénat des exemples d’assignats provenant de sa collection pour démontrer d’une part que les montants en cause furent en France d’un tout autre ordre de grandeur (d’un rapport de 1 à cinquante au minimum), que les sommes en papier-monnaie étaient aux États-Unis nettement mieux gagées qu’elles ne l’étaient en France révolutionnaire par les biens-fonds confisqués, et d’autre part que les billets américains, contrairement aux assignats, mandats etc., se prêtaient très difficilement à la contrefaçon. Après cette démonstration, relate-t-il, « l’on procéda au vote, la loi fut adoptée, les troupes furent finalement levées, et la dette fut remboursée peu d’années plus tard ». 
Dans son ouvrage, White s’attache à retracer chronologiquement les différentes étapes de la catastrophe, en faisant toucher du doigt la logique interne inexorable qui présida à leur enchaînement, le fatalisme effrayant par lequel, en accord avec les « lois naturelles » de la macroéconomie — lois d’airain aussi inébranlables que les lois de la gravitation —, les différentes étapes se suivint nécessairement les unes aux autres, dès le moment qu’un État a mis le doigt dans l’engrenage de l’inflation. À son aperçu chronologique,  White fait succéder à la fin de son opuscule, pour renforcer ce sentiment de fatalité, un bref récapitulatif logique, où causes et effets se succèdent en une suite implacable :

« À l’issue des premières émissions, encore réticentes et prudentes, de papier-monnaie, nous avons vu en résulter dans l’immédiat une amélioration et activation des affaires. Puis surgit l’appel à davantage de papier-monnaie. Au début, de nouvelles émissions ne furent faites qu’avec grande difficulté ; mais, la digue une fois rompue, le flux de monnaie non convertible se déversa ; et, la brèche allant ainsi s’élargissant, cette monnaie se gonfla au point d’échapper à toute maîtrise. Les spéculateurs insistaient qu’on augmentât les valeurs émises, rejoignant en cela les démagogues, qui persuadèrent la plèbe qu’un pays pouvait, à sa seule discrétion, imprimer de la valeur réelle jusqu’à n’importe quel montant, tout en étant adossée à des objets sans valeur. Par une conséquence naturelle, une classe de débiteurs se mit à croître rapidement, et cette classe usa de son influence pour déprécier de plus en plus la monnaie dans laquelle ses dettes devaient être remboursées. »

« La cause principale de ces maux fut d’avoir trafiqué la monnaie de circulation de tout un pays ; maintenu fluctuantes toutes les valeurs ; découragé l’entreprise ; paralysé l’énergie ; sapé la sobriété ; étouffé l’esprit d’épargne ; promu l’extravagance et incité à l’émeute par l’émission d’une monnaie non convertible. »

## Contenu

### Débuts

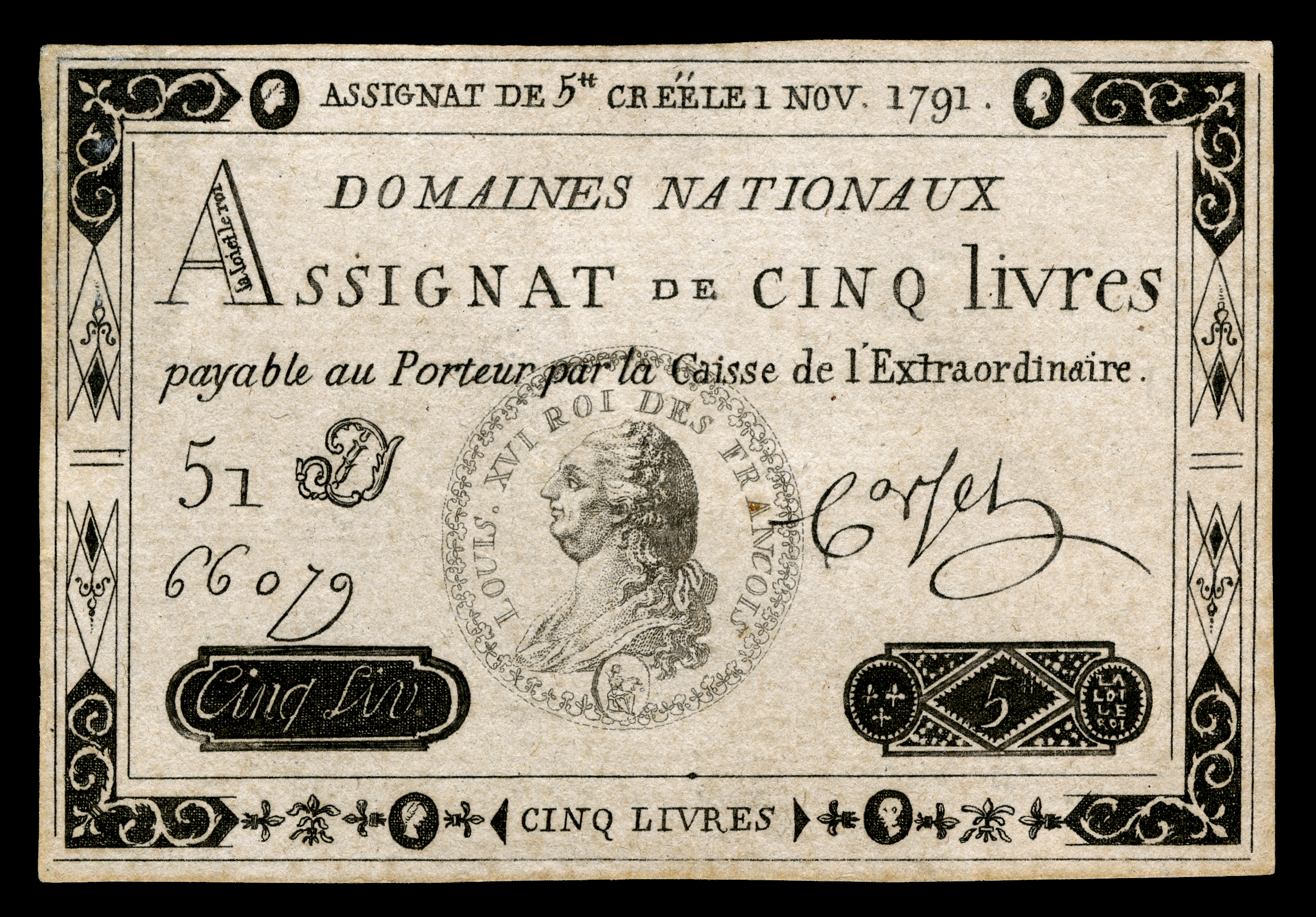
Assignat de 5 livres (1791).

La première étape de la chaîne d’événements fut l’idée, exprimée dans les derniers mois de l’année 1789, que la France avait besoin d’avoir en circulation davantage de liquidité, idée bientôt suivie par un appel à émettre du papier-monnaie. Le courant d’opinion en faveur de l’émission de papier non convertible devint si fort que les opposants à cette idée, dont Necker et Bergasse étaient les principaux, durent se résigner à tenter de contenir le mouvement par un compromis ; les débats à l’Assemblée nationale aboutirent donc début 1790 à la décision d’émettre de la monnaie fiduciaire adossée aux bien-fonds de l’Église, qu’on se proposait de confisquer dans ce but. Alors que l’émission devait se limiter aux grosses coupures, l’Assemblée, sur la foi d’un rapport du comité financier, faisant état de ce que la population exigeait un nouveau moyen de paiement et postulant que le papier-monnaie était le moyen le plus libre car reposant sur la volonté du peuple, finit par consentir à émettre des obligations plus petites. L’un des avocats de cette politique était Louis-Simon Martineau, dont White rappelle les arguments, le principal étant que, si la politique monétaire de John Law avait échoué, c’est en raison de la surémission de billets de banque, lesquels avaient au début restauré la prospérité, mais dont le subséquent excès d’émission n’avait été possible que sous le despotisme ; l’Assemblée devait donc s’affranchir de son préjugé contre le papier-monnaie, attendu que la France était à présent un pays dirigé par un gouvernement constitutionnel et un État capable de garantir son papier-monnaie par une hypothèque virtuelle liée à des biens fonciers d’une valeur largement plus élevée que le montant total de l’émission.
Ainsi donc, poursuit White, on mena rondement, en avril 1790, l’émission de 400 millions de livres en papier, sous la forme de billets, appelés assignats, en petites comme en grandes coupures, afin de fournir au trésor public de quoi rembourser immédiatement ses dettes et de satisfaire les besoins de l’État, dans l’espoir que ce papier-monnaie mis en circulation stimulerait l’économie et donnerait aux grands et petits détenteurs de capitaux les moyens d’acquérir des mains de l’État les bien-fonds confisqués à l’Église.
White ne se lasse pas d’énumérer les difficultés et chausses-trappes d’une monnaie dépourvue d’assise solide et maîtrisée :

« Ils avaient alors appris combien il était aisé de l’émettre ; combien difficile il était d’en contrôler la surémission ; combien il [le papier-monnaie] faisait apparaître séduisant d’absorber les moyens des travailleurs et des gens de petite fortune ; combien lourdement il tombe sur tous ceux vivant de revenus fixes, d’un salaire ou de rémunérations ; combien on pouvait être sûr qu’il créerait, sur la prospérité ruinée des gens aux moyens modestes, une classe de spéculateurs débauchés, la classe la plus nocive qu’une nation puisse héberger, — plus nocive, en effet, que des malfaiteurs professionnels, que la loi reconnaît comme tels et peut garrotter ; comment il stimule la surproduction tout d’abord, puis laisse toute industrie inerte par la suite ; comment il détruit l’épargne et donne lieu à l’immoralité politique et sociale. »

Le résultat de l’opération parut satisfaisant dans un premier temps : le trésor public était soulagé, l’on s’était acquitté d’une portion de la dette publique, le crédit s’était ravivé, le commerce redémarrait et toutes les difficultés semblaient s’évanouir. Cependant, fin novembre 1790, le gouvernement avait dépensé les assignats et se retrouvait à nouveau dans la détresse. Des voix s’élevèrent préconisant une nouvelle émission.
White recense les arguments des adversaires et des partisans des assignats, tels qu’ils s’exprimaient dans les libelles, brochures, rapports et discours à l’Assemblée nationale. Mirabeau, quoiqu’adversaire du papier-monnaie et parfaitement pénétré de ses dangers, céda à la pression, dans le vague espoir, écrit White, « que les lois sévères et inexorables de la finance, qui avaient fait subir un lourd châtiment aux gouvernements émettant de la monnaie non convertible dans d’autres pays et en d’autres temps, puissent dans le cas présent, de quelque manière, se détourner de la France » . Mirabeau cependant précise bien qu’il ne saurait y avoir qu’une seule émission supplémentaire d’assignats, en une quantité suffisante à éponger la dette nationale et garantie par les biens nationaux, qui seront à mettre en vente sans tarder ; il ajouta que les assignats, — étant adossés aux domaines nationaux et convertibles en ceux-ci, c’est-à-dire en la première et la plus réelle de toutes les propriétés, la source de toute production, la terre —, sont mieux garantis que s’ils étaient convertibles en espèces. D’autres, comme Jean-Baptiste Royer, prédisaient un temps futur où l’or aura perdu toute sa valeur, puisque tous les échanges se feront au moyen de ces billets admirables ; le bien foncier était glorifié comme la seule base monétaire véritable et le nouveau système loué pour ses qualités de convertibilité et d’auto-ajustement.
Au rang des adversaires de l’émission figuraient Du Pont de Nemours, qui dans une brochure argua que les seules personnes susceptibles de bénéficier de la mesure sont les riches ayant de grandes dettes à acquitter, et Talleyrand, qui avait certes appuyé la première émission de 400 millions de livres, mais qui à présent mettait en garde contre cette nouvelle émission envisagée en relevant qu’aucune loi ou décret n’était à même d’assurer la parité entre papier-monnaie en grande quantité et espèces, et formulant ce que Dickson White considère comme une vérité fondamentale : « Vous pouvez en effet faire en sorte que les gens soient forcés de prendre mille livres en papier pour mille livres en espèces ; mais vous ne pourrez jamais faire en sorte qu’un homme soit obligé de donner mille livres en espèces pour mille livres en papier ». Les autorités tenteront tout par la suite pour maintenir en circulation les piécettes d’argent et de cuivre, mais en vain.

### 1790-1792
Le 29 septembre 1790, une loi fut passée portant émission de 800 millions de livres en nouveaux assignats, assortie cependant de la déclaration solennelle qu’en aucun cas le montant total mis en circulation n’excéderait les 1200 millions de livres. Il fut même disposé que les assignats seraient brûlés au fur et à mesure qu’ils reviendraient au trésor en échange de terres. La disparition des pièces métalliques détermina toutefois des appels répétés à davantage de petites coupures et provoqua l’apparition d’une multitude de billets manuscrits, qui submergèrent le pays. Cependant la demande de monnaie de circulation se fit de plus en plus pressante, en particulier de la part du peuple de Paris et des Jacobins. White formule ici cette « loi naturelle » régissant selon lui toute émission de papier-monnaie et sa dépréciation rapide : si les premières lois d’inflation sont adoptées avec grande réticence, contre une opposition tenace et par une majorité très mince, les mesures inflationnistes ultérieures sont adoptées avec de plus en plus de facilité.
Une doctrine circulait en France selon laquelle toute monnaie, qu’elle soit faite d’or, de papier, de cuir ou de tout autre matériau, puise son efficacité dans l’estampille officielle dont elle est porteuse et que par conséquent un gouvernement peut impunément se soulager de ses dettes en faisant fonctionner la presse à imprimer. La grande majorité des Français devinrent, selon les termes de White, des « optimistes éperdus », et le pays « s’enivra de papier-monnaie ».
Chaque nouvelle émission était immanquablement suivie d’une sensible dépréciation. White note ce fait singulier d’une répugnance générale à en désigner la cause réelle, conjuguée à une propension à incriminer des facteurs étrangers à la dépréciation. Ainsi, une théorie fort répandue alors s’ingéniait-elle à attribuer la disparition progressive des espèces métalliques aux agissements de la famille royale, qui s’appliquerait à capter toute la monnaie solide pour la transférer vers ses foyers de conspiration en Allemagne. Pourtant, cet évanouissement des espèces était, écrit White, « le résultat d’une loi naturelle assez simple et aussi certaine dans son action que la gravitation ; la monnaie supérieure avait été retirée parce qu’une monnaie inférieure pouvait être utilisée ». 
Entre-temps, quoique le papier-monnaie eût augmenté en quantité, la prospérité ne cessait de reculer. En effet : « L’entreprise était déprimée et les affaires stagnaient de plus en plus. L’abondance de monnaie avait tout d’abord stimulé la production et provoqué une grande activité dans les manufactures, mais bientôt les marchés se saturaient et la demande diminua ». Les manufactures cessaient l’une après l’autre. White met en évidence le phénomène par lequel l’affaissement de l’industrie et du commerce, s’il mettait certes à mal les grosses fortunes, « éprouvait très durement les fortunes moins importantes et les petites propriétés des masses du pays qui dépendaient de leur travail. Le capitaliste pouvait placer son surplus de papier-monnaie dans les terres du gouvernement et en attendre les résultats ; mais les gens qui avait besoin de leur argent jour après jour souffrirent le plus de la misère ».
Une autre conséquence encore de l’inflation, que Dickson White se plaît à souligner, est qu’elle découragea l’esprit d’épargne chez les Français. Ceux-ci sont, dit-il, « naturellement portés à l’épargne ; mais, avec de telles masses d’argent et avec une telle incertitude quant à sa future valeur, les mobiles ordinaires pour l’épargne et la prévoyance s’amenuisaient, et un luxe relâché se répandit à travers le pays. Une dérive pire encore était l’augmentation de la spéculation et de l’accaparement. […] Dans les grands centres urbains se développa un groupe de personnes portées sur le luxe, la spéculation et l’accaparement de biens ». Cependant, note White, cet esprit désinvolte et corrompu n’était pas confiné aux gens d’affaires, mais contaminait également les milieux officiels, et des hommes publics qui, peu d’années auparavant encore, passaient pour imperméables à la corruption, devinrent fastueux, nonchalants, cyniques et finirent corrompus. Les pots-de-vin offerts aux législateurs s’ensuivirent logiquement — Delaunay, Jullien et Chabot acceptèrent des dessous-de-table à hauteur de 500 mille livres en échange de leur appui à une législation tendant à servir les buts de certains accapareurs.
White évoque le rôle joué par ce qu’il appelle une « vaste classe de débiteurs », directement intéressée à une dévaluation de la monnaie dans laquelle ils étaient tenus de payer leurs dettes, et dont le noyau était constitué de ceux qui avaient fait acquisition de biens-fonds de l’Église auprès de l’administration. En effet, seuls de faibles paiements avaient été réclamés dans l’immédiat, le reste pouvant être acquitté à tempérament. Or bien sûr, ce corps de débiteurs s’aperçut bientôt que leur intérêt était de déprécier la monnaie dans laquelle leur dettes devaient être remboursées, et fut promptement rejoint par une classe beaucoup plus influente, celle dont les tendances spéculatives avaient été éveillées par l’abondance de papier-monnaie, qui avait ainsi contracté de fortes dettes, escomptant une hausse des valeurs nominales, et que l’on retrouva peu après intriguant à l’Assemblée nationale, d’abord sur les bancs de celle-ci, ensuite dans les hauts lieux du pouvoir. Tous ces débiteurs —accapareurs siégeant à l’Assemblée, petits spéculateurs fonciers dans les zones rurales, fabricateurs de canards à la bourse de Paris — faisaient pression pour de nouvelles émissions de papier-monnaie et s’ingéniaient à démontrer aux gens, par des arguments superficiels et spécieux, le bien-fondé de nouvelles émissions comme facteurs de prospérité nationale.
Le 17 décembre 1791, sur la foi d’un rapport à l’Assemblée et des affirmations de Dorisy selon lesquelles les domaines nationaux valaient au moins 3500 millions de livres, une nouvelle émission fut ordonnée, assortie de la déclaration que le montant total en circulation effective ne dépasserait jamais 1600 millions. Dans le même temps se diffusait, par le biais de brochures, de discours et de journaux, ce que White appelle ironiquement un nouveau système d’économie politique, lequel postulait que somme toute une monnaie dévaluée était une bénédiction, que l’or et l’argent étaient des étalons insatisfaisants pour mesurer les biens, que c’était une bonne chose que d’avoir une monnaie non susceptible de jamais quitter le pays, qu’ainsi les petits fabricants seraient encouragés, et que faire obstacle au commerce avec d’autres États pouvait être bénéfique.
Le 30 avril de la même année vint la cinquième grande émission de papier-monnaie, pour un montant de 300 millions. Les assignats d’une valeur nominale de 100 livres avaient chuté début février 1792 à environ 60 livres, puis au cours du même mois tomba à 53 livres. À propos des prix, qui connaissaient une augmentation générale, White observe qu’une seule chose échappait à cette hausse, à savoir le travail : la cessation de tant de manufactures et la fuite des capitaux, créant le chômage, eurent pour effet que les salaires nominaux étaient à l’été 1792, en dépit de l’inflation, aussi bas qu’il l’avaient été quatre ans auparavant.

### 1792-1794
Au long de l’année 1792, jusqu’en janvier 1793, de nouvelles émissions furent accomplies quasiment chaque mois, sur décision prise lors de séances ouvertes des Assemblées ; sous la Convention toutefois, le Comité de salut public et le Comité des finances se mirent tous deux à décider de nouvelles émissions en session secrète, les montants émis n’en devenant que plus importants encore.
L’on eut ensuite recours à trois expédients, en apparence aberrants, mais, insiste Dickson White, s’inscrivant dans la logique des choses, expédients dont trois, dit encore White, gagneront du reste une fâcheuse prééminence dans l’histoire de France. Le premier à être mis en œuvre fut l’emprunt forcé, décidé en juin 1793 et levé d’abord sur les grandes fortunes, puis, après que seul un cinquième de la somme requise avait pu être levé, sur les revenus dépassant le montant (relativement bas) de mille francs ; les certificats pouvaient s’utiliser pour acquérir les biens immobiliers de l’Église et de la noblesse. Un autre stratagème consista à répudier les assignats portant l’effigie du roi, lesquels, dans la perspective d’un futur et supposément inévitable retour des Bourbons, avaient pris une valeur supérieure aux assignats émis postérieurement. Danton, alors au sommet de sa puissance, appuya cette proposition de trahison de la confiance nationale, au motif que seuls des aristocrates pouvaient être en faveur de billets portant le portrait du roi. Le décret, adopté le 31 juillet 1793, se révéla inefficace, d’autant que la Convention décida d’émettre 2000 millions de francs supplémentaires en assignats, y compris en petites coupures.
Le troisième expédient enfin fut la loi du maximum, adoptée en novembre 1792 par le gouvernement de Robespierre et Saint-Just, instituant un système où non seulement le prix des produits de première nécessité étaient désormais fixé par la loi en fonction des salaires des classes laborieuses, mais aussi p.ex. le prix des transports et le taux de marge bénéficiaire des négociants en gros et des détaillants. Le premier effet de cette loi fut que tout était entrepris pour se soustraire au prix fixé et que les agriculteurs notamment mettaient sur le marché aussi peu de leurs productions qu’il était possible, aggravant encore la pénurie. Des bons furent émis donnant droit au porteur d’obtenir au prix officiel une certaine quantité de pain, de sucre, de savon, de charbon etc. pour couvrir ses besoins élémentaires. Du reste, la loi apparut largement inapplicable : les vendeurs de produits importés, dont le prix avait fortement augmenté par suite notamment de la guerre, ne pouvaient écouler leur marchandise au prix prescrit (c’est-à-dire au maximum celui de 1790 majoré d’un tiers) sans se ruiner. Les manufactures pâtirent de cette mesure, voire durent fermer leurs portes, et l’agriculture en fut gravement déprimée. Pour repérer les marchandises dissimulées par les fermiers et les détaillants, les autorités mirent en place un système d’espionnage, et des sanctions lourdes (y compris, à partir du 8 septembre 1793, la peine de mort) étaient prises contre ceux vendant à des prix au-dessus de celui officiel. La Convention décréta des amendes et des peines d’emprisonnement contre quiconque vendrait des pièces d’or ou d’argent, ferait la moindre différence dans quelque transaction que ce soit entre papier-monnaie et espèces, refuserait d’accepter un paiement en assignats, ou les accepterait au rabais. Cependant, selon White, le fait que la grande majorité de la population ne pouvait se permettre de faire des investissements en dehors de leur secteur d’activité explique à lui seul que les assignats fussent difficiles à convertir en biens immobiliers. Un schéma d’interconvertibilité, par lequel les détenteurs d’assignats étaient pressés, sous la contrainte, de les convertir en titres de créance envers l’État, avec des intérêts de cinq pour cent, se révéla vain également.
White ne manque pas de souligner que les hommes politiques qui avaient les finances dans leurs attributions sous la Révolution et qui s’engagèrent dans ces expérimentations monétaires, qui nous paraissent monstrueuses, étaient universellement reconnus comme appartenant aux plus habiles et aux plus honnêtes financiers d’Europe, en particulier, sous la Terreur, Pierre-Joseph Cambon.

### Directoire et Consulat
Fin mai 1795, le papier-monnaie en circulation fut augmenté encore, jusqu’à 10 000 millions, et fin juillet, à 14 000 millions. En 1794, quoique l’année fût exceptionnellement fructueuse pour l’agriculture, le pays connut dès l’automne une pénurie d’approvisionnement, et avec l’hiver surgit la détresse.
Le constat, pour curieux qu’il soit, qu’il y eut néanmoins, alors que la dépréciation suivait rapidement son cours, de vifs regains d’activité économique, plus spécialement dans les échanges en toutes sortes de biens permanents, regains propres à raviver l’espoir, amène White à formuler une loi naturelle, assurée selon lui à toujours s’exercer dans des circonstances semblables. Ainsi, si certaines personnes astucieuses étaient toujours disposées à acheter à de bons prix en assignats des biens durables à des personnes dans le besoin, cela ne représentait autre chose que l’activité fébrile induite par le pressant désir chez un grand nombre de finauds de convertir leur papier-monnaie en quoi que ce fût de thésaurisable en attendant l’effondrement qu’ils prévoyaient ; ce type d’activité, qui revenait pour les plus rusés à se délester des assignats sur la masse du peuple, n’était donc que le symptôme de la maladie. Ceux qui avaient prévu ces résultats et avaient contracté des dettes jubilaient ; celui en effet qui en 1790 avait emprunté 10 000 francs pouvait s’acquitter de sa dette en 1796 avec environ 35 francs. Certes des lois furent édictées pour répondre à ces abus ; dès 1794, l’on avait projeté de publier des tables de dépréciation officielles pour permettre d’établir des contrats de prêt équitables, mais tous ces dispositifs se révélèrent aussi futiles l’un que l’autre.
Dickson White, pour répondre à la question qui, au bout du compte, fit les frais de cette vaste dévaluation, quand la monnaie eut dégringolé jusqu’au 300e environ de sa valeur nominale, cite l’historien allemand Heinrich von Sybel : « Avant la fin de l’année 1795, le papier-monnaie se trouvait quasi exclusivement aux mains des classes laborieuses, de salariés et de gens de peu de moyens, dont la propriété ne suffisait qu’à investir dans des stocks de biens ou dans les biens nationaux. […] Les financiers et ceux dotés de gros moyens furent suffisamment ingénieux pour mettre autant de leurs propriétés qu’il était possible dans des objets à valeur permanente. Les classes laborieuses n’avaient pas cette capacité de prévision ni ce savoir-faire ni les moyens. C’est sur eux finalement que vint peser le grand poids écrasant de la perte » .
Le Directoire, confronté à un pays appauvri à l’extrême, n’eut au début d’autre ressource que d’imprimer davantage de papier-monnaie, avec ou sans la garantie de la loi, et en quantités plus grandes que jamais. Quatre mille millions de francs furent ainsi émis en un seul mois, puis trois mille millions, etc. jusqu’à mettre en circulation 35 mille millions en assignats, dont le pouvoir d’achat était devenu quasiment nul. Un rapport rédigé par Armand-Gaston Camus à l’intention de l’Assemblée indiquait que le montant total de papier-monnaie émis en moins de six ans par le gouvernement révolutionnaire dépassait 45 mille millions de francs, dont 6 mille millions avaient été annulés et brûlés (notamment en février 1796). Un franc or valait nominalement 600 francs en papier.

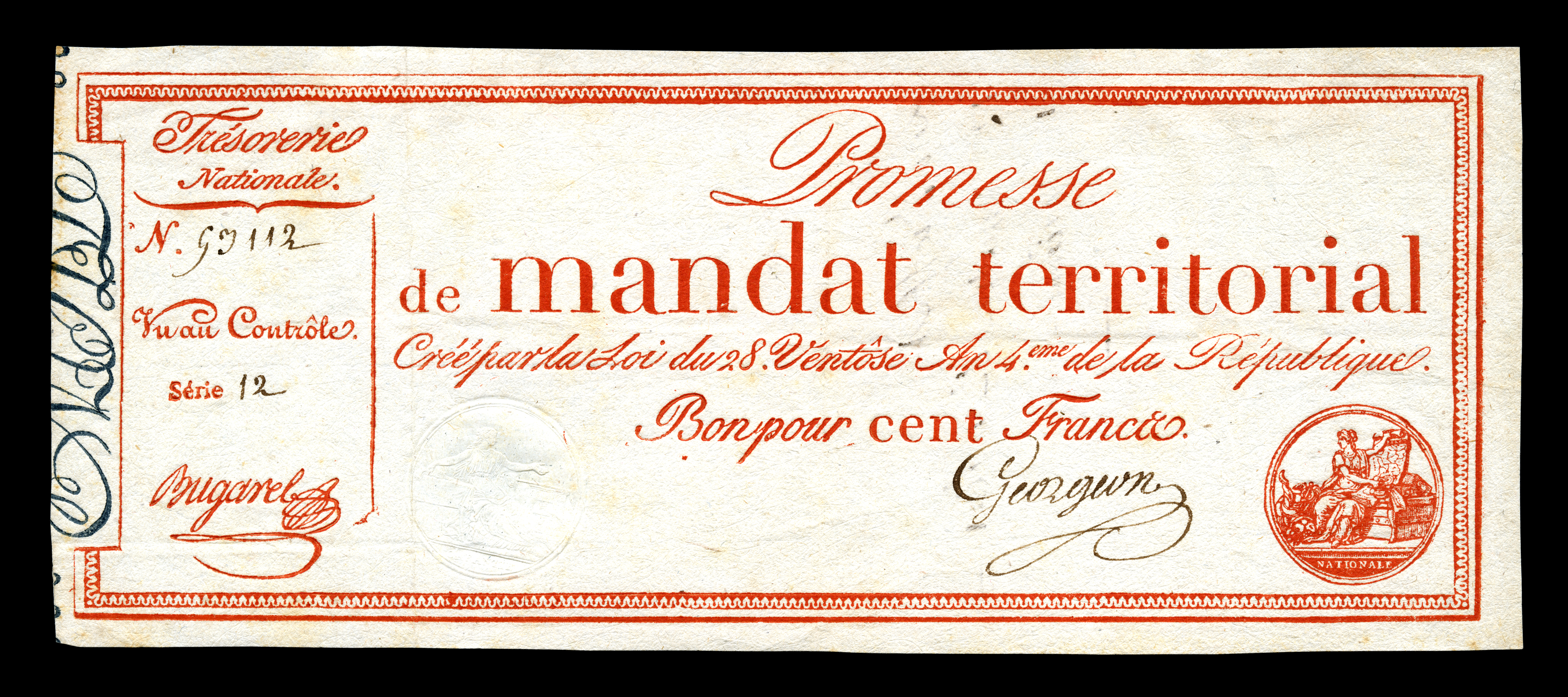
Mandat territorial de 100 francs.

Un emprunt forcé n’ayant pas donné de résultat, le Directoire décida d’émettre un nouveau papier-monnaie, « pleinement garanti et aussi bon que l’or », sous la dénomination de « mandats », gagé par des biens-fonds nationaux réservés, à un montant équivalent à la valeur nominale de l’émission, et quiconque offrait tel montant en mandats pourrait prendre possession aussitôt de terres nationales, dont la valeur serait établie par deux experts, l’un nommé par le gouvernement et l’autre par l’acquéreur. Cependant les anciens assignats continuèrent d’être émis, alors qu’ils étaient dans le même temps discrédités par l’émission des nouveaux mandats. Avant même que les mandats ne fussent sortis de presse, ils tombèrent à 35 % de leur valeur nominale, puis bientôt à 15 %, etc., pour atteindre finalement en août 1796, c’est-à-dire six mois après leur première émission, 3 %. Diverses mesures furent décidées pour soutenir les mandats — sanctions contre toute personne décriant les mandats par le discours ou dans des écrits, et contre ceux refusant de les accepter en paiement —, mais en juillet 1796, un décret fut pris disposant que les mandats devaient être pris à leur valeur réelle et que les transactions pouvaient s’effectuer dans une monnaie laissée au libre choix des personnes, décret montrant que les autorités, écrit White, avaient renoncé à tout espoir de jamais pouvoir réguler la monnaie en cours. La valeur réelle des mandats chuta rapidement à environ 2 % de leur valeur nominale. Il fut décrété en février 1797 qu’assignats et mandats cesseraient d’être un moyen de paiement légal et que les dettes anciennes dues à l’État pouvaient être acquittées pendant un temps avec du papier-monnaie à hauteur d’un pour cent de leur valeur nominale. Enfin, en septembre 1797, vint un ordre du Directoire prescrivant que les dettes nationales fussent payées pour deux tiers en obligations d’État pouvant être utilisées à acquérir des biens-fonds confisqués, et que le tiers restant, dit « tiers consolidé », fût inscrit dans un grand registre de la dette nationale, en attendant le moment opportun d’être remboursé. Ces obligations toutefois eurent tôt fait de péricliter à 3 % de leur valeur ; quant au tiers consolidé, il fut en grande partie échangé contre du papier-monnaie, qui baissa graduellement à 6 % de sa valeur faciale.
Dickson White a une dent particulière contre Jean-Lambert Tallien, l’un des « pires parmi les réformateurs démagogues » qui eurent l’habileté de devenir millionnaires, aux dépens de leurs dupes, lesquels, quoiqu’ayant réclamé naguère l’émission de papier-monnaie, s’étaient de leur côté paupérisés. Le luxe et l’extravagance des spéculateurs monétaires et de leurs familles constituent, d’après White, « l’une des caractéristiques les plus significatives de la situation sociale de cette période ».
Cependant, les espèces firent leur réapparition, « d’abord en quantités suffisantes pour permettre le peu de commerce qui subsistait après la débâcle. Ensuite, à mesure que les besoins du commerce augmentaient, des quantités d’espèces affluèrent du monde entier pour subvenir à ces besoins et le pays se rétablit peu à peu. […] La convalescence fut lente. La souffrance aiguë liée à la ruine provoquée par les assignats, les mandats et autres papiers-monnaies, désormais en cours de répudiation, dura près de dix ans, mais la période de convalescence se prolongea au-delà de la génération qui suivit. Il fallut quarante années entières pour ramener le capital, l’industrie, le commerce et le crédit au même niveau qu’au moment où commença la Révolution ; ce retournement cependant nécessita l’entrée en scène d’un homme à cheval, qui restaura la monarchie sur les ruines de la république. »
Cet « homme à cheval » était Bonaparte :

« Lorsque Bonaparte s’empara du consulat, la situation fiscale était effroyable. Le gouvernement était en faillite ; une dette immense était impayée. La poursuite de la collecte d’impôts paraissait impossible ; le système de calcul de l’assiette imposable était en proie à une confusion désespérée. La guerre se déroulait à l’est, sur le Rhin, et en Italie, et la guerre civile en Vendée. Toutes les armées n’avaient plus été payées depuis longtemps, et le plus grand emprunt susceptible d’être effectué sur le moment concernait une somme suffisant à peine à couvrir les dépenses du gouvernement pour un seul jour ». »

Bonaparte déclara vouloir « payer en espèces ou ne rien payer », et depuis cet instant accomplit toutes ses transactions selon ce principe. Il réorganisa le calcul de la matière imposable, finança la dette, et régla ses paiements en numéraire ; une suspension des paiements en espèces ne se produisit qu’à une seule occasion, et ce pour quelques jours seulement.

## Corrélats
- Assignat
- Inflation
- Andrew Dickson White